# باري ستوكس
باري ستوكس (بالإنجليزية: Barry Stokes)‏ هو لاعب كرة قدم أمريكية أمريكي، ولد في 20 ديسمبر 1973 في فلينت في الولايات المتحدة.

## وصلات خارجية
- باري ستوكس على موقع مرجع كرة القدم المحترفة.كوم (الإنجليزية)